# 宋湣公
宋湣公，西周时宋国国君。子姓，名共。在位年不详。
宋丁公之子。湣公九年，宋國大水。有二子，長子叫弗父何，次子為鮒祀。湣公不傳子而傳弟熙，是為煬公，此事引起了鮒祀的不滿，鮒祀殺死煬公，弗父何没有接受君位，鮒祀自立，是為厲公，又立弗何父為卿。

## 家庭
父
- 宋丁公

弟
- 宋煬公

子女
- 長子，弗父何，讓位與弟。後代移民到魯國。
- 次子，鮒祀，弒叔自立，是為厲公。